# Plymouth (automóveis)

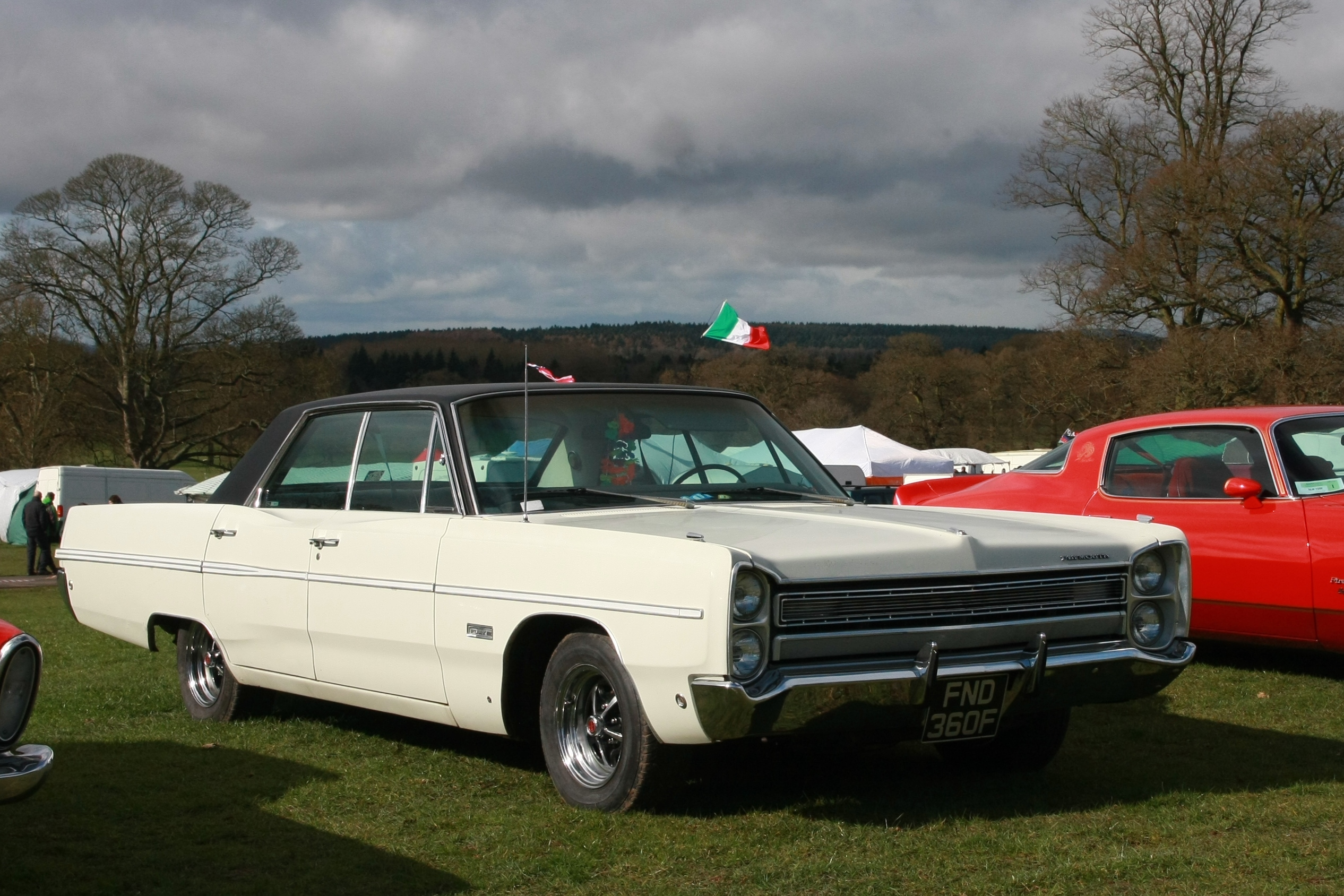
1968 Plymouth Fury.

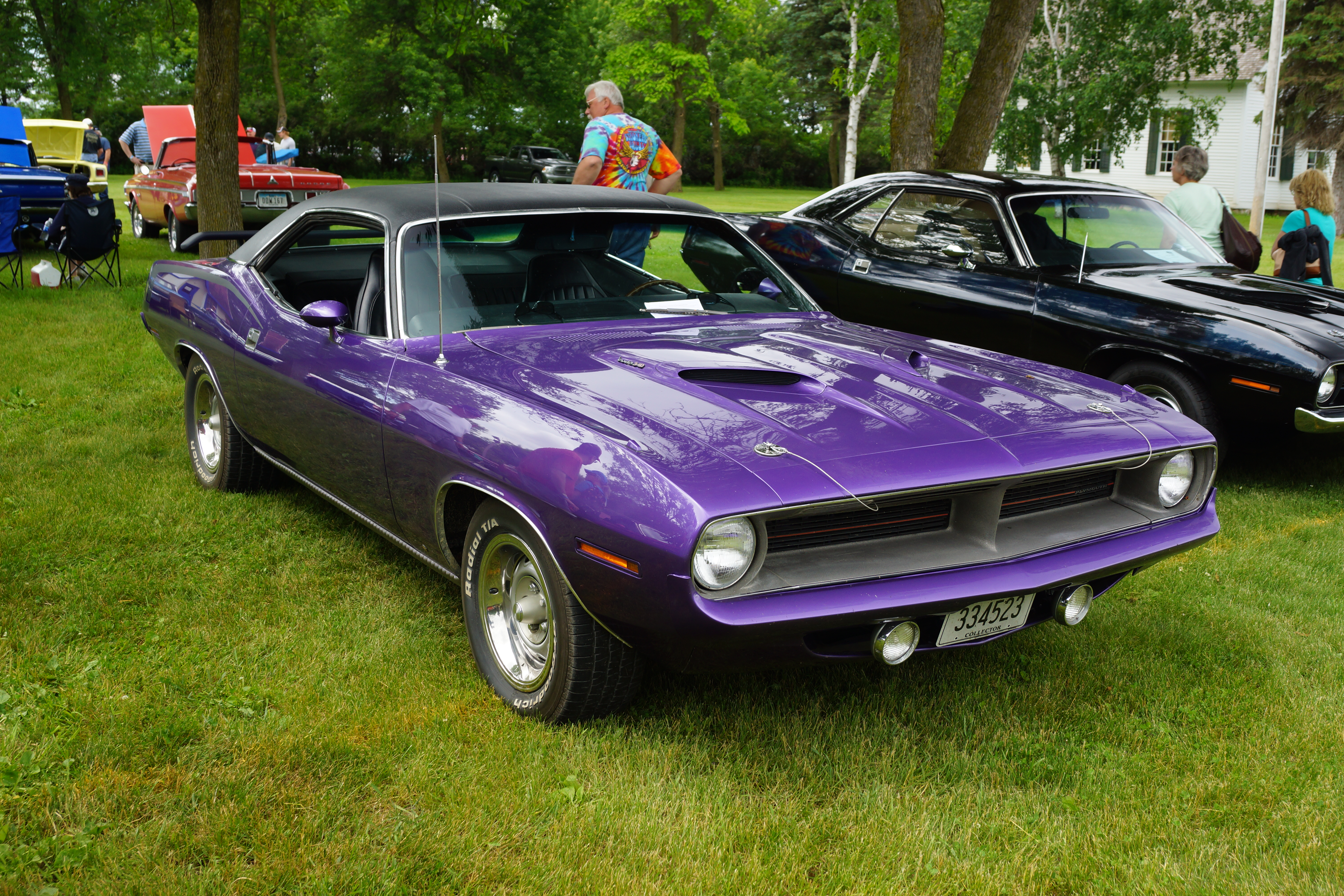
1970 Plymouth Barracuda.

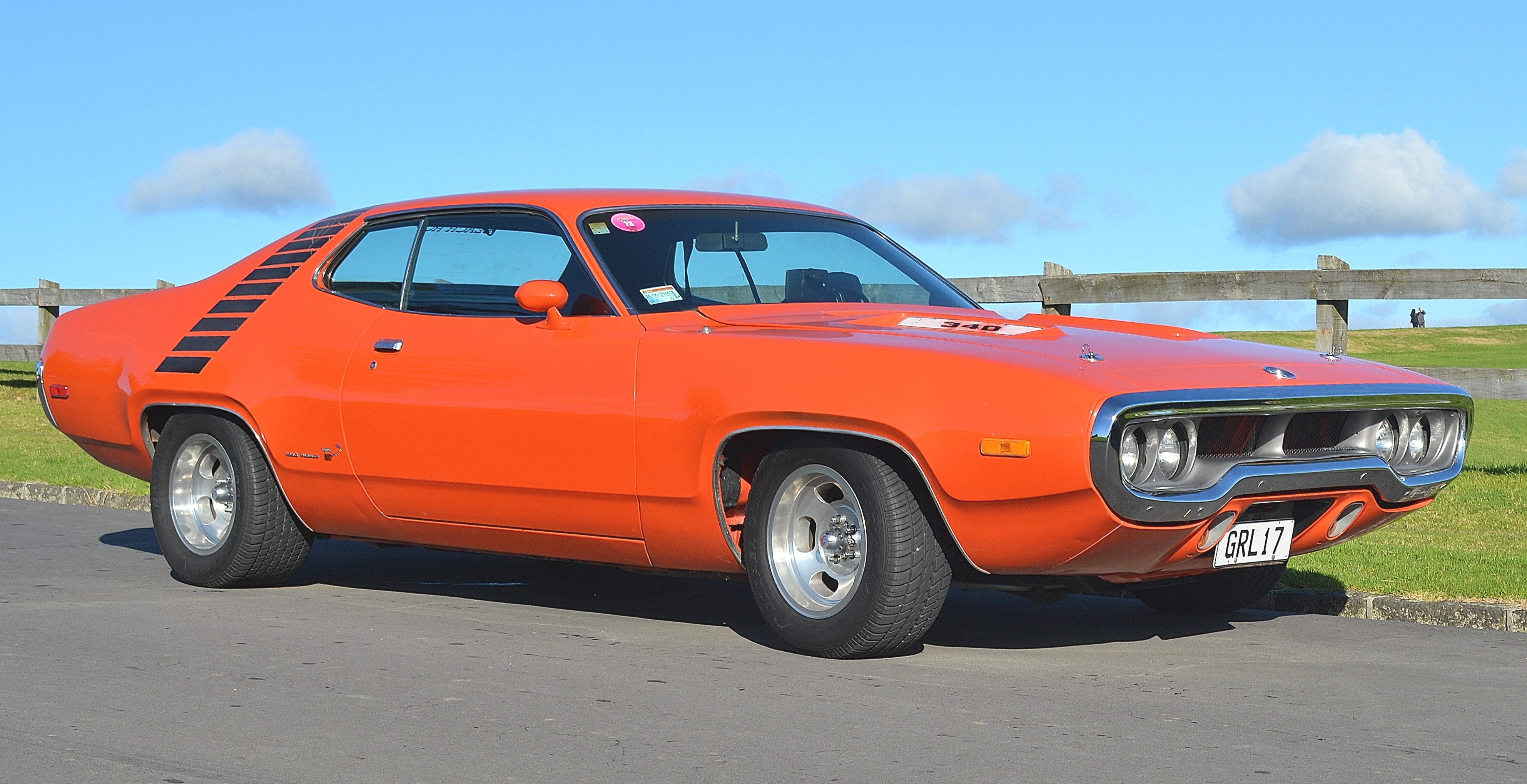
1972 Plymouth Road Runner.

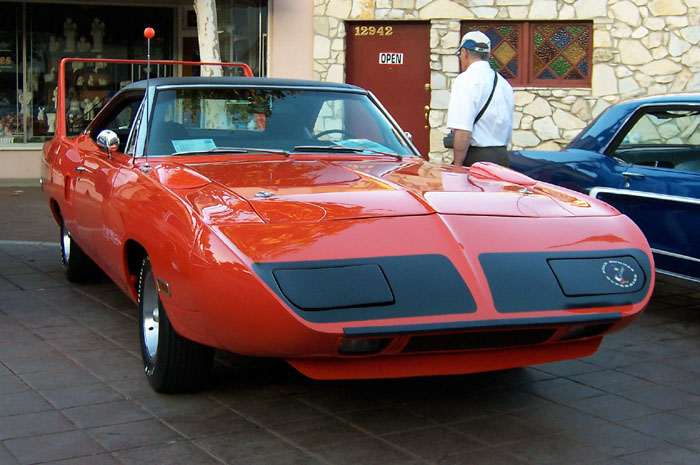
Plymouth Road Runner Superbird.

Plymouth foi uma marca de automóveis norte-americana utilizada pela Chrysler Corporation e pela DaimlerChrysler de 1928 a 2001.
Em 7 de julho de 1928, a Plymouth começava a fabricar carros. Ela entrou como uma marca de carros de custo baixo, para combater os carros Chevrolet e Ford.
No final da década de 60 e começo da década de 70, a Plymouth fabricava carros marcantes para a história automobilística: Plymouth Road Runner, Superbird, Barracuda, Fury entre outros. Com a decadência dos anos 80, a Plymouth ficou quase isolada. No final dos anos 90, a Plymouth criava vários conceitos, como o Prowler (também chamado Chrysler Prowler).
Com a grande falta de carros em linha da Plymouth e com o isolamento dela, em junho de 2001 suas ações foram encerradas. O último Plymouth, o Neon, teve um total de 38.657 veículos produzidos. Hoje, há muitos fãs dos clássicos Plymouths dos anos 70, 80 e 90, destes muitos ainda pedindo suas réplicas.

## Nas Telas
- No filme Carros, Disney e Pixar Animation Studios o personagem "O Rei", é um Plymouth Superbird.
- No filme Christine, de Stephen King o carro possuído é um Plymouth Fury 1958.
- No filme "Encurralado", de 1971, o carro do protagonista é um Plymouth Valiant.
- No seriado Os Simpsons, é citado que carro do Homer é um Plymouth Junkerolla 1986. Mas, o veiculo citado jamais existiu.
- No livro de John Kennedy Toole, "Uma Confraria de Tolos" ("A Confederacy of Dunces") a mãe de Ignatius Reilly é dona de um velho Plymouth de 1946.

## Galeria
- Plymouth Modelo Q de 1928.
- Plymouth De Luxe Modelo P6 Convertible Coupé 1938.
- Plymouth Special De Luxe Coupé 1948.
- Plymouth Station Wagon 1954.
- Segunda geração do Plymouth Neon, também conhecido como Dodge Neon de 1999, último modelo produzido pela companhia.
- Plymouth Prowler, também conhecido como Crysler Prowler. 1997-2000